# 石田港駅
石田港駅（いしだこうえき）は富山県下新川郡桜井町（廃止時）にあった富山電気鉄道石田線（石田港線）の駅である。
北前船以来の港である石田港の復活と工場立地を目指して建設された石田線（石田港線）の終着駅として開業し、石田浜海水浴場の発展の基礎を築いた。

## 歴史
- 1930年（昭和5年）4月10日：黒部鉄道三日市駅 - 石田港駅間開業により、終端駅として開業[2]。
- 1940年（昭和15年）
  - 2月29日：三日市駅 - 石田港駅間を黒部鉄道から譲受する旨が認可される[3]。
  - 3月27日：三日市駅 - 石田港駅間が黒部鉄道から富山電気鉄道に譲渡され、富山電気鉄道石田線（石田港線）の駅となる[4][5]。
  - 5月23日：富山電気鉄道石田線（石田港線）の廃止が許可される[5]。
  - 6月1日：石田線（石田港線）が廃止され、同駅も廃止される[6]。石田地区の駅機能は同日に開業した富山電気鉄道（現・富山地方鉄道本線）の電鉄石田駅に引き継がれた。

## その他
当初、石田港駅より西は富山電気鉄道が魚津方面から接続する計画であったが、宇奈月方面へ向かう際に三日市駅（現・黒部駅）での乗り換えが必要になることから、黒部鉄道などと協議し、石田線は平面交差とし、国鉄北陸本線（現・あいの風とやま鉄道線）は立体交差を行って黒部鉄道西三日市駅（現・電鉄黒部駅）へ乗り換えるルートに変更されたため、石田港駅以西に鉄道が伸びることは無かった。この際、平面交差する地点には石田信号所が設けられた。
石田港駅駅舎は、石田港線廃止後に富山電気鉄道（現・富山地方鉄道本線）経田駅の2代目駅舎として解体移築され、現存している。

## 隣の駅
富山電気鉄道
石田線（石田港線）
生地口駅 - 石田港駅